# Park Sveta Evrope
Park Sveta Evrope (prej poimenovan Kidričev park) je park v Ljubljani, ki leži  ob Prešernovi cesti pred Cankarjevim domom v središču mesta. Park je majhen, saj so prvotni vrt bogataške vile (domnevno ostanek Zoisovih vrtov) bistveno zmanjšali ob gradnji Cankarjevega doma. Kljub majhnosti je zanimiv, saj v njem rastejo velika in vitalna drevesa redkih vrst. Tu so tulipanovec, ginko, pevešava rdečelistna bukev, platane in japonska sofora. Park se vklaplja v okolje tudi kot kulisa predsedniški palači, ki stoji v neposredni bližini.
Park je zaščiten z odlokom kot spomenik oblikovane narave in naravni spomenik. V njem stoji spomenik Borisu Kidriču, ki je prav tako spomeniško zavarovan. Kip je izdelal Zdenko Kalin, postavljen je bil leta 1960.
Zdajšnje ime je park pridobil po preimenovanju iz 'Kidričevega parka'. Kidričev park je bil z Odlokom o določitvi, spremembi in ukinitvi imen oziroma potekov cest, ulic, poti in trgov na območju mesta Ljubljana kot ime ukinjen. Nekaj časa se je imenoval Park med Prešernovo in kulturnim domom Ivana Cankarja, potem pa so ga leta 2004 preimenovali v Park Sveta Evrope.